# Массе, Марсель (консервативный политик)
Марсель Массе (фр. Marcel Masse; 27 мая 1936 год, Сен-Жан-де-Мата, Квебек — 25 августа 2014, Сент-Агат-де-Мон, Квебек) — канадский квебекский государственный деятель. Массе занимал ряд министерских постов в провинции Квебек в 1960-е годы, а в 1984 году был избран в парламент Канады от Прогрессивно-консервативной партии и последовательно назначался на различные министерские посты в правительстве Брайана Малруни, в том числе на пост министра национальной обороны в 1991—1993 годах.

## Юность и первые годы карьеры
Марсель Массе родился в мае 1936 года в городке Сен-Жан-де-Мата на юго-западе Квебека в семье хирурга Розера Массе. Получил педагогическое образование в École normale Jacques-Cartier (Монреаль). Позже продолжил своё образование в Монреальском университете, где изучал историю, в парижском Институте политических исследований и в Сорбонне (соответственно политология и французская культура) и в Городском колледже Лондона (политическая и экономическая история). В 1978 году он также прошёл курс международного маркетинга в Европейском институте управления бизнесом в Фонтенбло.
С 1962 по 1966 год Массе преподавал историю в школе Жольетта (административный регион Ланодьер). Принимал активное участие в работе местного отделения Общества святого Иоанна Крестителя — организации в поддержку франкофонии, в 1964 году возглавил учительскую ассоциацию Ланодьера, а в 1965 году вошёл в комиссию по планированию довузовского образования при министерстве просвещения Квебека. После недолгого романа с «Объединением за национальную независимость» Массе вступил в провинциальную партию «Национальный союз», стал одним из авторов её программы и в 1966 году был избран по её платформе в Национальное собрание Квебека.

## Квебекское правительство и деятельность в частном секторе
После избрания занимал в кабинете министров Квебека в период с 1966 по 1970 год ряд министерских постов, самый первый из которых он занял в возрасте тридцати лет, став на тот момент самым молодым членом квебекского кабинета в истории. Массе возглавлял поочерёдно министерство просвещения, министерство гражданских служб, министерство по развитию Восточного Квебека и министерство по межправительственным связям. В качестве министра по межправительственным связям он проводил линию, противоречащую официальной политике национального правительства Пьера Трюдо. В некрологе в центральной канадской газете The Globe and Mail упоминаются два таких эпизода, связанных с одобрением Массе лозунга «Vive le Québec libre».
На провинциальных выборах 1970 года «Национальный союз» потерпел поражение. Массе участвовал в выборах лидера партии, но проиграл их с разницей в 23 голоса. С 1971 по 1973 года Массе — независимый депутат Национальной ассамблеи. Отказавшись от попытки переизбраться в 1973 году, Массе ушёл в частный сектор. Он занимал административные должности в строительной группе Lavalin, в частности, координируя работу в рамках проекта ООН в африканском регионе Липтако-Гурма (включающем Мали, Нигер и Буркина-Фасо) в 1974—1976 годах; позже разрабатывал учебные программы для Национального управления портов Камеруна. С 1979 по 1984 год Массе занимал пост вице-президента Lavalin по маркетингу и развитию бизнеса.

## Карьера в федеральном правительстве
Ещё в бытность министром просвещения Квебека Массе близко сошёлся со своим федеральным коллегой Биллом Дэвисом и завязал тесные связи с руководством Прогрессивно-консервативной партии. В 1974 и 1980 годах Массе дважды безуспешно участвовал в выборах в федеральный парламент Канады на платформе прогрессивных консерваторов в квебекском округе Лабель, а в 1980 году участвовал в агитационной кампании за национальное единство накануне референдума о независимости Квебека. В 1984 году, выдвинувшись в избирательном округе Фронтенак, он сумел пройти в парламент.
С 1984 года Массе был членом кабинета министров Брайана Малруни. Вначале он возглавил министерство массовой информации (в настоящее время Министерство наследия Канады). В первый год работы он урезал бюджет Канадской телерадиовещательной корпорации (CBC) и завязал тесные связи с деятелями искусств, инициировав программу, в рамках которой канадские писатели должны были получать стипендию от государства за использование их книг в публичных библиотеках. В сентябре 1985 года ему, однако, пришлось подать в отставку, когда против него было открыто расследование КККП по подозрению в финансовых нарушениях в ходе предвыборной кампании.
Через два месяца, когда обвинения против Массе были сняты, он вернулся в министерство массовой информации, а затем был переведён на пост министра энергетики. В 1989 году Массе снова возглавил министерство массовой информации (позже Малруни говорил, что лучше было его изначально оставить на этой должности). Он удвоил бюджет Национальной галереи, тем самым обеспечив покупку за 1,8 млн долларов картины Барнетта Ньюмана «Голос огня». В то же время парламентская оппозиция ставила ему в вину полёт в 1989 году в Лос-Анджелес, где он от имени Канадской государственной службы кинематографии получил специальный «Оскар».
С 1991 по 1993 год Массе возглавлял министерство национальной обороны. В эти годы была произведена переоценка национальной оборонной доктрины вследствие распада социалистического блока. Канадский оборонный бюджет был сокращён, уже в сентябре 1991 года Массе официально объявил о закрытии канадских военных баз в Германии, а в 1992 году было принято решение о полном выводе канадских военнослужащих из Германии. За два года после принятия новой доктрины численность вооружённых сил Канады сократилась с 87 до 76 тысяч человек в рамках перехода к концепции компактных «сил общего назначения», способных оперативно решать широкий спектр задач, а не быть сосредоточенными на конкретной угрозе.
В течение всего периода работы в канадском парламенте и правительстве Массе оставался последовательным защитником франкофонии и интересов Квебека. Он требовал, чтобы все министерские докладные записки на его имя подавались на французском языке, в парламенте отвечал по-французски на вопросы, задаваемые ему по-английски, оппозиция обвиняла его в поддержке квебекских производителей в ходе распределения контрактов министерства национальной обороны. В 1990 году он яростно отстаивал положения Мичского соглашения, в рамках которого в конституцию Канады вносились поправки, направленные на удовлетворение интересов Квебека. В 1993 году он подал в отставку с поста министра обороны, заявив в интервью газете Le Soleil: 

Мы не можем вечно жить в стране, которая нас не устраивает. Это так же верно для англоговорящих канадцев, как и для нас.Оригинальный текст (англ.)We can’t eternally live in a country that doesn’t satisfy us. And that’s as true for English Canadians as it is to us.

## Дальнейшая деятельность
Массе, вторично избранный в канадский парламент в 1988 году, не стал баллотироваться на третий срок в 1993-м. Вместо этого он вернулся в частный бизнес и провинциальную квебекскую политику. В 1993 году он стал главным консультантом группы CFC. В 1995 году возглавлял Совет по французскому языку (с мая по октябрь) и Региональную комиссию Монреаля, а также был вице-президентом Национальной комиссии по будущему Квебека. В это же время он участвовал в агитационной кампании в поддержку второго референдума о независимости Квебека, и на следующий год националистическая Квебекская партия, находившаяся у власти в провинции, назначила его генеральным представителем Квебека во Франции.
В 1997 году Массе был назначен сначала помощником заместителя министра, а затем заместителем министра культуры и массовой информации Квебека. На этом посту он оставался до 2000 года, одновременно возглавляя Комиссию по культурному богатству Квебека. В 2002 году он основал и до 2005 года возглавлял Общество политического наследия Квебека, а в 2005 году стоял у истоков создания Общества наследия Шамплейна, занимающегося изданием мультимедийной энциклопедии культурного наследия Французской Америки. В 2008 году Массе инициировал создание Энциклопедии политического наследия Квебека. Он умер в августе 2014 года в своём доме в Сент-Агат-де-Мон (в юго-западном Квебеке).

## Награды и звания
- Почётный гражданин Руайана (Франция, 1970)
- Член Тайного совета для Канады (с 1984 года)
- Офицер ордена Плеяд (международная организация «Франкофония», 1989)
- Медаль Международного совета по архивам (1992)
- Офицер Национального ордена Квебека (1995)
- Офицер ордена Почётного легиона (Франция, 1999)
- Командор ордена Академических пальм (Франция, 2008)
- Медаль Bene merenti de Patria (Квебек, 2012)